# روبرت باور
روبرت باور (آلمانی: Robert Bauer؛ زادهٔ ۹ آوریل ۱۹۹۵) بازیکن فوتبال اهل آلمان است که در پست مدافع برای باشگاه فوتبال نورنبرگ بازی می‌کند.
از باشگاه‌هایی که در آن بازی کرده‌است می‌توان به باشگاه فوتبال اینگولشتات ۰۴ اشاره کرد.
وی همچنین در تیم‌های ملی فوتبال جوانان آلمان و زیر ۲۳ سال آلمان بازی کرده‌است.
وی در مسابقات کشوری و بین‌المللی در مجموع برندهٔ ۱ مدال نقره شده‌است.

## زندگی خصوصی
در ۱۴ سپتامبر ۲۰۲۳، رابرت باور در اینستاگرام خود اعلام کرد که به اسلام گرویده‌است.